# Processus (gestion de la qualité)
Pour les articles homonymes, voir Processus.
Un processus est un ensemble d'activités corrélées ou en interaction qui utilise des éléments d'entrée pour produire un résultat escompté, selon la norme ISO 9000:2015.
Ces éléments sont soit des objets matériels (pouvant être perçus comme des flux par la logistique à des fins d'évaluation) soit des informations, soit les deux.
Notes :
1. Les éléments d'entrée d'un processus sont généralement les éléments de sortie d'autres processus amonts
2. Les processus d'un organisme sont généralement planifiés et mis en œuvre dans des conditions maîtrisées afin d'apporter une valeur ajoutée.
3. Lorsque la conformité du produit résultant ne peut être immédiatement ou économiquement vérifiée, le processus est souvent qualifié de « procédé spécial ».

Il ne faut pas confondre « processus » avec « procédure » (voir Procédure d'entreprise). Le premier décrit les activités de l'entreprise selon une vision transversale par rapport à l'organisation de celle-ci tandis que le second explicite le « comment faire » dans cette organisation. L'approche processus permet d'identifier et de maîtriser les interfaces entre les différentes activités.
- Le processus répond aux questions : Quoi faire ? Pour quelle valeur ajoutée ?
- La procédure répond aux questions : Comment faire ? Quand ? Qui ?
- Le mode opératoire répond de plus aux questions : Où ? Selon quel procédé ?
- Le mode pilotage répond de plus à la question : Combien ?

L'utilisation d'une approche processus peut conduire à élaborer une cartographie des processus qui permet de représenter l'entreprise à travers les liens entre les différents processus (voir § « Représentation graphique d'un processus » ci-dessous).

## Types de processus
On distingue habituellement :
- Les processus opérationnels (de réalisation) ;
- Les processus de support (de soutien ou ressources) ;
- Les processus de pilotage (de management ou décisionnels) ;
- Les processus de mesure (d'évaluation des résultats).

Les processus opérationnels représentent l'activité cœur de métier de l'entreprise : de l'élaboration à la prise de commande / livraison des produits et services pour les clients. Les processus de support représentent l'activité de mise à disposition en interne des ressources nécessaires à la réalisation des processus opérationnels : achats de fournitures, RH, comptabilité, etc. Les processus de pilotage représentent l'activité d'élaboration des informations internes permettant le pilotage de l'activité de l'entreprise. On distingue souvent le pilotage opérationnel et le pilotage stratégique. Les processus de mesure traitent l'efficacité des processus eux-mêmes, en fournissant la mesure des écarts entre les résultats et les objectifs définis. L'exploitation de ces mesures permet l'amélioration continue des processus, selon la roue de Deming. Les processus de mesure sont au cœur de l'optimisation des processus.
Dans une entreprise, si les processus s'appuient sur une organisation (statique), on peut toutefois concevoir une organisation cible (par exemple, dans le cadre d'une opération de transformation consécutive à une fusion-acquisition), en commençant par modéliser les processus opérationnels de l'entreprise.

## Composition des processus
Chaque processus peut être décomposé en sous-processus ou en phases (ou étapes).
Deux écoles (A et B) président à la décomposition d'une étape. À celles-ci s'ajoute la vision informatique du processus (C).

### Vision cartésienne
Chaque étape est décomposée en activités.
Chaque activité peut être définie comme une collection de tâches (avec des données d'entrée et des données de sortie ainsi que des boucles de contrôle). Une tâche est de plus faible granularité qu'une activité.
Chaque tâche peut être définie comme une collection d'actions. Une action est de plus faible granularité qu'une tâche.

### Vision systémique
Chaque étape se compose de tâches. Elle génère ses propres données, et est la seule à créer ou modifier celles-ci dans tout le système d'information. Ayant ses propres tâches et générant ses propres données, elle représente un bloc fonctionnel autonome.
Le Business Process Model and Notation (BPMN) ne distingue que deux niveaux de décomposition : sub-process et task, le terme activity est utilisé de manière générique pour parler de tous les niveaux de décomposition ou de regroupement.
On dit qu'un processus est externalisé quand il « sort » de l'entreprise, c'est-à-dire qu'il met en action des partenaires ou des sous-traitants.
On dit que deux processus sont collaborants s'ils s'échangent une information (produite par le premier, consommée par le second).
Le processus métier ne doit pas être confondu avec un workflow qui est la traduction informatique d'un processus entièrement automatisé.

### Vision informatique du processus
Un processus métier (ou processus principal ou processus opérationnel) est toujours déclenché par un événement dit « déclencheur ». Lorsqu'un processus métier se termine, il déclenche un ou plusieurs événements dit « terminaux », susceptibles de déclencher un autre processus métier.
Un processus métier comporte des règles métier. Ces règles sont les sources de décision de réaliser ou non les activités du processus métier.

## Exemples de processus
1. Processus de haut niveau : Gestion commerciale
2. Processus intermédiaire : Vente de produits
3. Processus élémentaire : Vente de produits en magasin
4. Activités : Comprendre et reformuler les besoins du client, identifier les produits demandés, établir la commande, valider la commande
5. Tâche : Créer une commande (toutefois « établir une commande » et « créer une commande » sont à une granularité qui peut être similaire. Tâches et Activités en viennent-elles à se confondre ?)
6. Actions : Créer une commande vierge, ajouter/retirer une ligne de commande
7. Action directe : créer une commande client

## Caractéristiques d'un processus
Un processus est caractérisé par 6 paramètres :
1. Le pilote (celui qui rend compte du fonctionnement du processus),
2. Les ressources requises (financière, humaine, matérielle…),
3. Les éléments d'entrée (données ou produits),
4. La valeur ajoutée,
5. Les éléments de sortie (données ou produits), et
6. Le système de mesure, de surveillance ou de contrôle associé.

Le processus peut être défini dans une fiche de données processus (« data sheet » en anglais) qui pourra documenter les caractéristiques du processus et apporter un complément d'information nécessaire à une compréhension la plus complète possible du fonctionnement du processus y compris, lorsque nécessaire, les objectifs à atteindre. Dans le cas de processus complexe il pourra être adjoint une représentation graphique ainsi qu'une cartographie complète des processus.
Exemple de points à documenter dans une fiche de données processus :
- Les éléments d'entrée,
- Les éléments de sortie,
- Une description succincte du processus,
- La désignation du pilote, des acteurs, des supports et principaux moyens,
- Le ou les clients du processus,
- Le ou les fournisseurs du processus,
- Les points de mesure,
- Les moyens de surveillance,
- Les objectifs…

## Représentation graphique d'un processus

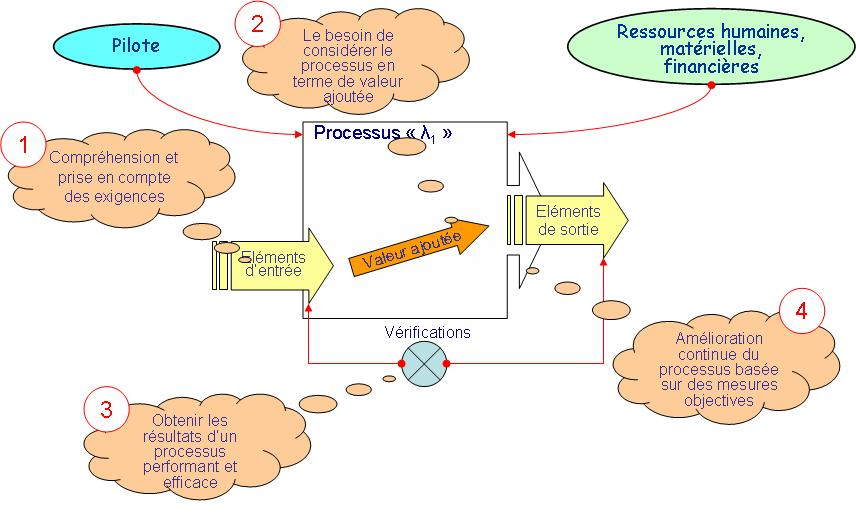

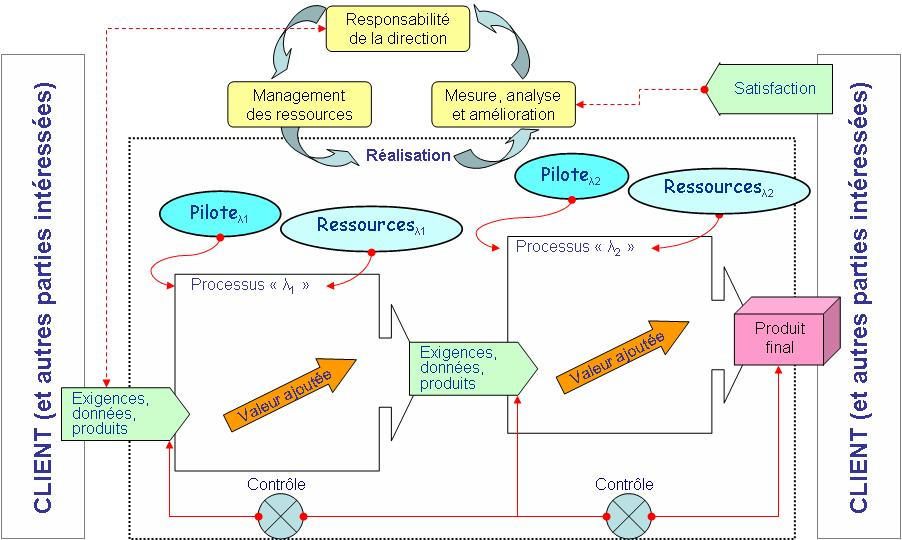

Il existe des standards pour représenter des processus le BPMN qui est très utilisé pour les processus dématérialisés et la norme ISO 5807:85. Au cas où vous ne souhaitez pas utiliser les notations recommandées, il sera nécessaire d'établir une symbolique (forme de base) pour représenter chaque caractéristique, boucle de décision et autres outils existant dans le processus à cartographier. 
Une règle : Pensez simple et opérationnel ; compréhensible et utilisable par tous.  
Exemple de représentation d'un processus :
Exemple de représentation de deux processus imbriqués et d'une boucle d'amélioration continue :
Exemple de représentation d'une procédure (et non d'un processus) de gestion de produits incorporables à un ouvrage :

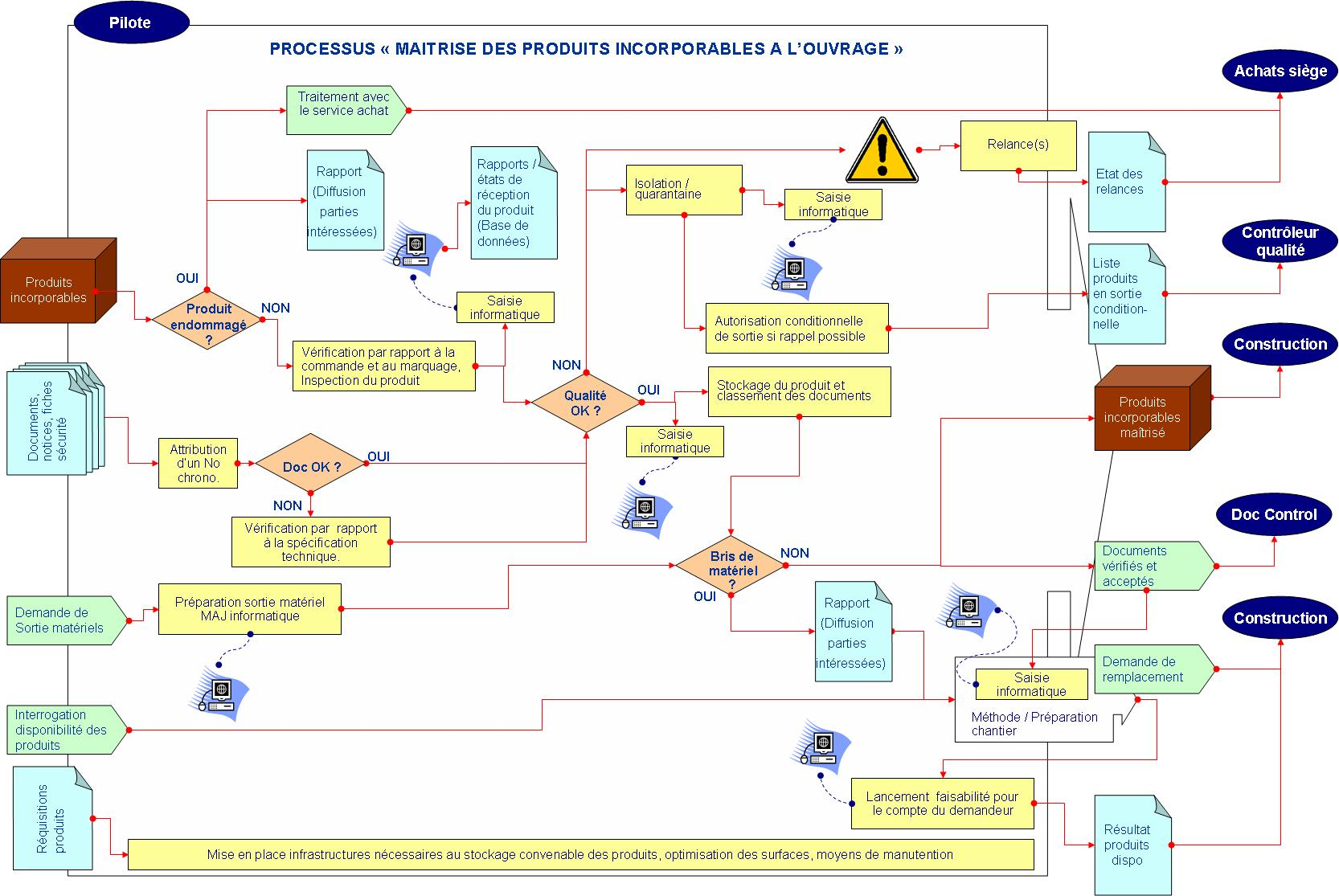